# Bevægelsen for socialisme
Bevægelsen for Socialisme (Movimiento al Socialismo eller blot MAS) er det største parti i Bolivia. Det følger en venstreorienteret, socialistisk og marxistisk politik. Partiet er Bolivias regeringsparti.
Partiet kom ti magten i Bolivia under Evo Morales, der var præsident for Bolivia fra 2006 til 2019. Bolivais nuværende præsident Luis Arce repræsenterer MAS.
Bevægelsen For Socialisme har bl.a. nationaliseret olie- og gasindustrien. De har også meldt Bolivia ud af WTO og Verdensbanken, da de mener at det står i vejen for sociale reformer.

## International arbejde
Bevægelsen for Socialisme samarbejder med andre socialistiske, kommunistiske og socialdemokratiske partier i Sydamerika.